# Huniadekasteel
Het Huniadekasteel (Roemeens: Castelul Huniazilor) is het oudste monument van Timișoara, een stad in West-Roemenië. Het is gebouwd tussen 1443 en 1447 door Johannes Hunyadi (Ro: Iancu de Hunedoara), op het oude koninklijke kasteel uit de 14e eeuw. Het 14e-eeuwse kasteel dat "ten onder ging" werd gebouwd door Karel Robert van Anjou in 1307. Johannes Hunyadi van het comité van Timis, die in het kasteel gewoond heeft tussen 1451-1456, heeft de naam aan het kasteel gegeven. In 1443 liet Iancu het Huniadekasteel reconstrueren. Hongaarse troepen hebben in 1856 het kasteel hersteld na verscheidene gevechten en de Turkse bezetting (die drie eeuwen lang duurde).
Tegenwoordig is het Huniadekasteel het "Banaatmuseum". Aan de voorkant van het gebouw bevindt zich een van de oudste lantaarnpalen van Europa, gebouwd in 1884.